# Wilhelm Reinhard de Neipperg
Pour les articles homonymes, voir de Neipperg.
Wilhelm Reinhard de Neipperg, né le 27 mai 1684 et mort le 26 mai 1774 à Vienne, est un général autrichien.

## Biographie
Issu d'une famille ancienne de Souabe, il est le fils du baron Eberhard Friedrich von Neipperg. 
Il entre dans la carrière militaire et en 1715 devient commandant dans le régiment d'infanterie que commande son père, le 7e régiment Neipperg. Il se distingue d'abord à la bataille de Temesvár (1716) puis au siège de Belgrade (1717) pendant la guerre austro-turque. En 1723, il est promu général de brigade[réf. nécessaire] en tant que précepteur du duc de Lorraine François-Étienne (futur époux de Marie-Thérèse), élevé à la cour de Vienne, et en 1724, devient colonel en titre de son régiment. 
Grâce à lui, l'influence des comtes de Neipperg grandit notablement à la cour de Vienne. Ce rapprochement avec les Habsbourg a sans doute été favorisé par leur conversion en 1717 du protestantisme au catholicisme. Wilhelm Reinhard est alors admis parmi les comtes du Saint-Empire (1726) et épouse la comtesse Maria Franciska von Khevenhüller (1702-1776), dont la famille est depuis longtemps présente à la cour des Habsbourg.
En 1730, il est nommé gouverneur militaire du Luxembourg. 
Pendant la guerre de Succession de Pologne (1733-1738), il combat en Italie, parvient à lever le siège de Mirandola puis couvre la retraite des Autrichiens après la défaite de Krotska. 
Il devient chef d’état-major lorsque reprend la guerre austro-turque, puis gouverneur de Temesvár (1737). Le 1er septembre 1739, abusé par une mauvaise interprétation des préliminaires de paix, il signe sans en avoir le mandat le désastreux traité de Belgrade, ce qui lui vaut d'être mis aux arrêts. Il est détenu successivement à Raab, puis dans la forteresse de Glatz ; il est gracié et même réhabilité à l'occasion de l'avènement de Marie-Thérèse en 1740.
Rétabli comme chef d’état-major lors de l'invasion de la Silésie (hiver 1740), il subit le 10 avril 1741 une première défaite contre Frédéric II à Mollwitz ; il est néanmoins promu maréchal peu après. Le 9 octobre 1741, il négocie avec Frédéric la convention secrète de Klein Schnellendorf, qui lui permet de ramener ses troupes en Bohême, envahie par une armée franco-bavaroise (guerre de Succession d'Autriche). En 1743, il prend part aux côtés des coalisés à la bataille de Dettingen, mais est bientôt rappelé à Vienne. 
En 1753, il est chargé de la garnison de Vienne et est reçu dans l'ordre de la Toison d'or. Deux ans plus tard, il est nommé vice-président du Conseil aulique. Enfin en 1762 il est nommé général en chef de l'archiduché d'Autriche et gouverneur militaire de Vienne.
Il est le père de Marie-Wilhelmine de Neipperg, qui sera par la suite la maîtresse de l'empereur, et le grand-père d'Adam Albert de Neipperg.

## Le régiment d'infanterie Neipperg

### Période de 1691 à 1720
Il est créé le 25 janvier 1691 par Léopold Ier, empereur et chef de la maison de Habsbourg. 
Sa zone de recrutement est d'abord le cercle de Franconie autour de Nuremberg, puis le cercle du Haut-Rhin qui inclut les Lorrains et les Alsaciens. Pour des raisons stratégiques, la ville-garnison du régiment est jusqu'en 1720 la forteresse d'Ofen (c'est-à-dire Buda, la ville de haute de Budapest). 
Le comte Eberhard Friedrich von Neipperg en devient colonel en 1700. 

### Le régiment d'infanterie Neipperg (1720-1769)
En 1720, le régiment prend le nom de Infanterieregiment von Neipperg (« Régiment d'infanterie Neipperg »).  Wilhelm Reinhard von Neipperg succède à son père en 1724. 
De 1720 à 1730, le régiment est stationné dans les Balkans, tour à tour à Arad, Belgrade, Osijek et Pančevo. La fonction principale de l'unité est alors la lutte contre les incursions turques. 
À partir de 1736, il stationne en Italie, à Ferrare, puis à Parme, Pise, Sienne, Lucques et à l'île d'Elbe.

### Le régiment d'infanterieno7Neipperg (1769-1860)
En 1769, le service des armées décide d'attribuer un numéro aux régiments d'infanterie en commençant par celui de l'empereur (no 1), puis, selon l'ordre protocolaire, ceux de l'archiduc Ferdinand d'Autriche, du duc Charles de Lorraine, du Grand maître de l'ordre Teutonique, des premier et deuxième régiments de garnison. Celui du comte de Neipperg reçoit le no 7. En conséquence, il s'appelle désormais InfReg. von Neipperg No. 7 (« R.I. no 7 Neipperg »), jusqu'en 1860 où il devient l'Infanterieregiment „Graf von Khevenhüller“ Nr. 7 (« Régiment d'infanterie no 7 "Comte Khevenhüller" »).

### Source
Cet article comprend des extraits du Dictionnaire Bouillet. Il est possible de supprimer cette indication, si le texte reflète le savoir actuel sur ce thème, si les sources sont citées, s'il satisfait aux exigences linguistiques actuelles et s'il ne contient pas de propos qui vont à l'encontre des règles de neutralité de Wikipédia.